# N22 (Guinea)
Die N22 ist eine Fernstraße in Guinea, die in Gougoube an der Ausfahrt der N24 beginnt und in Hafla an der Zufahrt der N5 endet. Sie ist 135 Kilometer lang.